# Hătcărău, Prahova
Hătcărău este un sat în comuna Drăgănești din județul Prahova, Muntenia, România.
La sfârșitul secolului al XIX-lea, Hătcărău era reședința unei comune formate din el și din satele Malamuc și Tufani. În anul 1871, era reședința comunei cu același nume din plasa Câmpu, cu satele Hătcărău, Malamuc și Tufăneasca. Biserica din Hătcărău a fost înființată în 1853. Satul avea 492 de locuitori, iar comuna în total, 1032.